# Сассенхейм
Са́ссенхейм (нід. Sassenheim; - [ˈsɑsə(n)ɦɛim] ( прослухати)) — село у муніципалітеті Тейлінген, у провінції Південна Голландія, Нідерланди. До 1 січня 2006 року Сассенхейм був окремим муніципалітетом. Село розташоване у так званому «регіоні дюн і тюльпанів» (нід. Duin- en Bollenstreek), у XVII-XIX століттях було відомим центром квітникарства.

## Історія
Територія, де розташований Сассенхейм, була населена однією з перших у Нідерландах. Численні археологічні знахідки підтверджують, що люди мешкали тут ще за кам'яної доби. В ті часи морське узбережжя пролягало далі на схід, тому поселення на місті сучасного Сассенхейма розташовувалося на березі моря. Мешканці займалися полюванням, землеробством і скотарством.
На початку нашої ери цю місцевість заселяли германські племена — батави, фризи, кананефати. У Сассенхеймі було знайдено давній колодязь, діаметром 125 см і віком близько 2000 років, що вказує на наявність тут германського поселення. Трохи південніше, по річці Ауде-Рейн, пролягав кордон Римської імперії. Співіснування з римлянами значно вплинула на місцевих германців, тому, коли у IV столітті римляни почали залишати цей регіон, за ними, на південь і південний захід вирушила значна частина романізованих кананефатів. Ще раніше, у середині III століття, цей регіон покинули фризи, через значний підйом рівня моря. Відносна відсутність археологічних знахідок тієї доби непрямо підтверджує збезлюднення регіону.

### Середні віки
Наприкінці V — на початку VI століть люди знову заселили цю місцевість. Населення складалося переважно з англів і саксів, і з цього факту випливає одна з версій походження назви «Сассенхейм»: Sassen- означає «сакси», а -heim означає «дім, домівка» старофранкською мовою, тобто Сассенхейм був поселенням, де мешкали сакси, або яке заснували сакси.

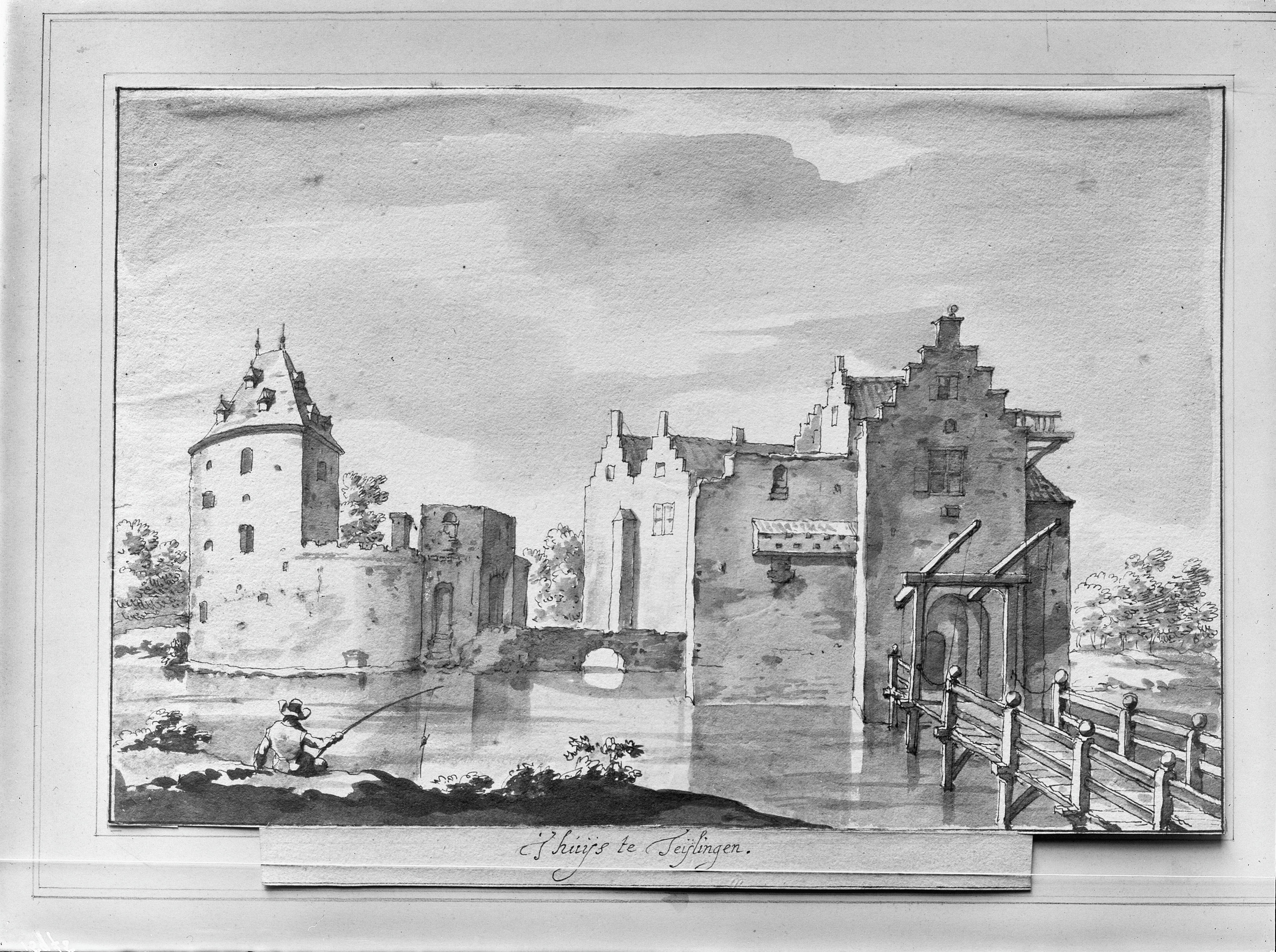
Замок Тейлінген на старовинній гравюрі

У 690 році до Нідерландів, у район сучасного Катвейка, прибула група з 11 англосаксонських ченців на чолі із святим Віллібрордом. Місією останнього було навернення місцевих мешканців-фризів у християнство. Вілліброрд заснував у Нідерландах кілька церков, присвячених Діві Марії. У Сассенхеймі також з'явилася невелика капличка, яка до середини X століття перетворилася на незалежну парафіяльну церкву. Ця капличка, як і інші церкви, засновані Віллібрордом, підпорядковувалася абатству Ехтернах (територія сучасного Люксембургу), також заснованого Віллібрордом. Навала норманів у Північні Нідерланди завадила провадити належний контроль за місцевими володіннями абатства, у тому числі і за сассенхеймською каплицею. Деякий час єпископ Утрехтський опікувався місцевими церквами, але він також мусив утекти від норманів. Коли згодом володарі новоствореного графства Голландія вигнали норманів і заволоділи цими колишніми церковними землями, єпископ склав так званий Список майна (нід. Goederenlijst), де перерахував усе майно, що колись належало церкві. У цьому списку вперше офіційно згадується поселення Сагне (Sagne), тобто сучасний Сассенхейм. Пізніше, у X столітті, зустрічаються такі назви цього поселення як Сакснем (Saxnem), Зассенем (Zassenem) та Сассем (Sassem).
Після звільнення країни від норманів поселення почало досить швидко зростати. Дерев'яну каплицю замінила кам'яна церква. У XIII столітті біля Сассенхейма з'являються три шляхетські маєтки: на півдні — замок родини ван Алкемаде (зруйнований у 1824 році), на північному сході — маєток Ter Leede (у XVIII на його місці звели особняк), на півночі — замок родини ван Тейлінген. Від останнього походить назва сучасного муніципалітету Тейлінген, а від геральдичних кольорів родини ван Алкемаде — червоного і жовтого — герб і прапор Сассенхейма. У 1369 році в селі було 33 будинки, де мешкало 133 жителя, у 1477 році будинків вже було 63, а населення зросло до 254 осіб. У наступні півтори сотні років Сассенхейм декілька разів страждав від чуми, тому у 1623 році тут було лише 69 будинків із 276 мешканцями. Основним заняттям місцевих жителів було торфовидобування; для осушення заболочених земель було зведено кілька вітряків, жодний з яких не зберігся.

### Новий час

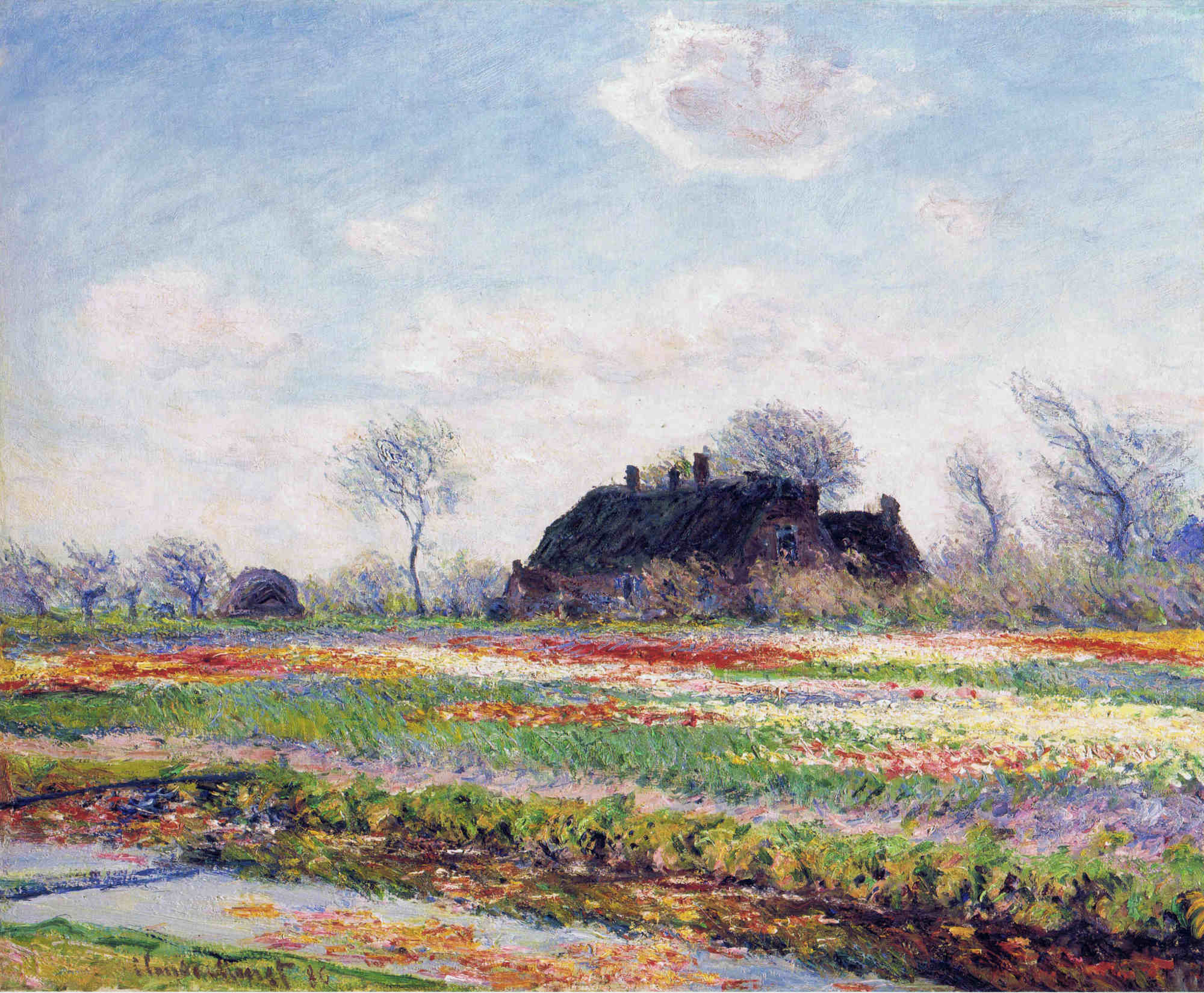
Клод Моне. Тюльпанове поле у Сассенхеймі

Протягом Восьмидесятилітньої війни з Іспанією замок Тейлінген і сільська церква були зруйновані іспанцями. Після перемоги Нідерландської революції починається так званий «Золотий вік Нідерландів», який характеризується розвитком промисловості і торгівлі. Заможні купці з Амстердама, Гарлема, Лейдена та інших сусідніх міст будують у Сассенхеймі, через який проходить торговий шлях з Лейдена на Гарлем, численні заміські маєтки та особняки, мешкаючи тут влітку, а взимку — у містах. Багато таких садиб розташовано вздовж головної вулиці Сассенхейма, а в центрі села у 1790 році купецька родина Харбонів звела садибу Рустхоф (нід. Rusthoof), оточену парком, спланованим у англійському стилі. Від маєтку лишилося лише кілька допоміжних будівель, а парк став громадським парком Сассенхейма.

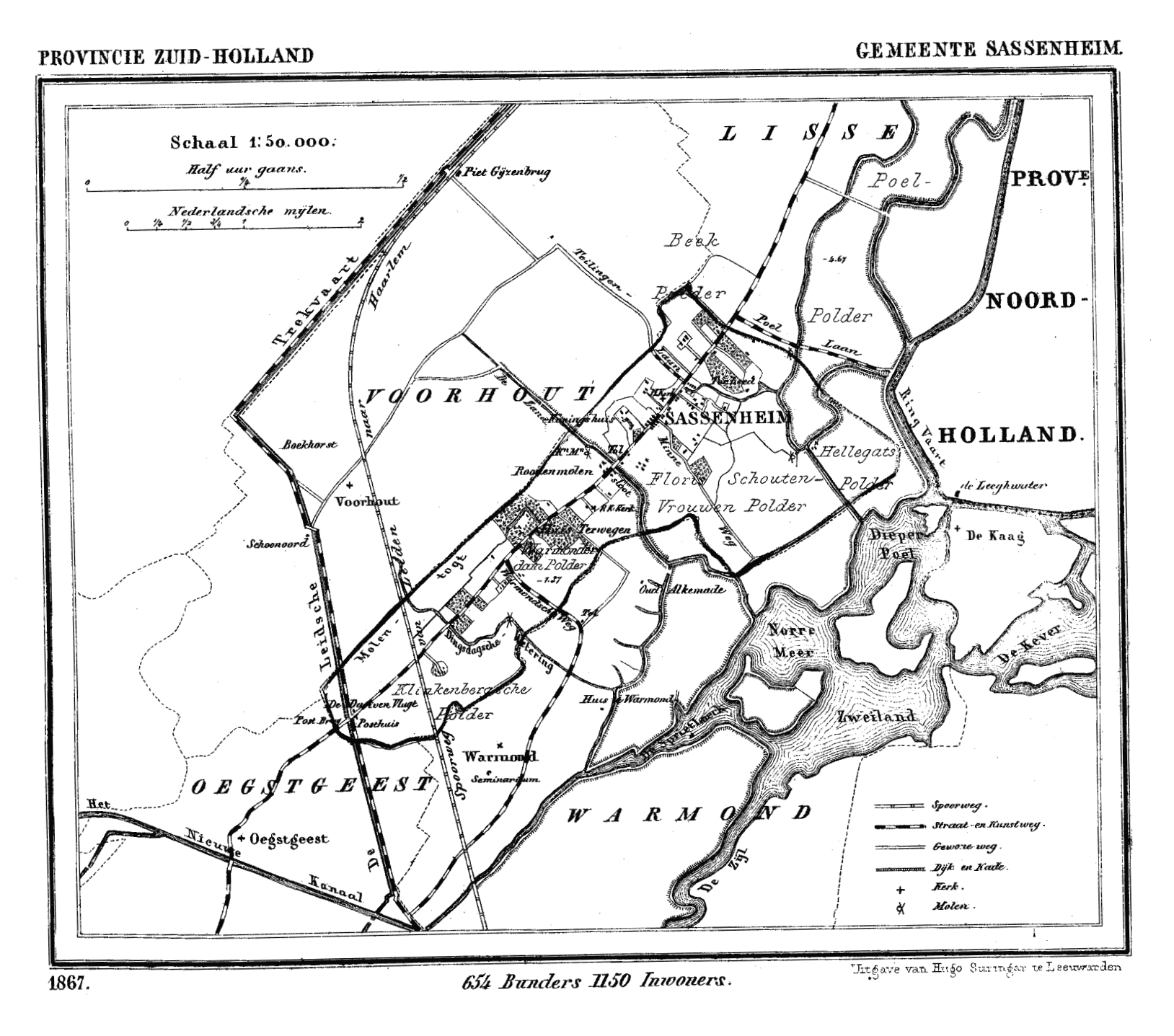
Сассенхейм на мапі 1867 року

З XVII століття у Сассенхеймі, завдяки його розташуванню (з одного боку — у «регіоні дюн і тюльпанів», основному місці культивації тюльпанів у Нідерландах, з іншого — на торговому шляху між Лейденом і Гарлемом) починає активно розвиватися квітникарство, особливо вирощування тюльпанів, і Сассенхейм стає одним з епіцентрів нідерландської тюльпаноманії. Втім, пізніше починають розвиватися і інші галузі промисловості. Так, наприклад, у середині XIX століття у Сассенхеймі розташовувався найбільший зерновий млин у даному регіоні. Сассенхейм мав виключне право постачати торф і деревину для опалення до Ліссе і Хіллегома, а також вивозити з цих міст попіл до миловарень Лейдена. Через це сассенхеймців неофіційно називали «попільничками». Також через Сассенхейм пролягав водний торговий шлях каналами із Роттердама через Лейден до Гарлема і Амстердама. Перевезення здійснювалися баржами і трексхейтами — спеціальними човнами, які рухалися як під вітрилами, так і на кінній тязі. У Сассенхеймі розташовувалася одна із станцій, де замінювали коней, що тягнули ці човни.
За даними перепису населення 1899 року в Сассенхеймі мешкало близько 1 950 осіб.

### Новітній час
У першій половині XX століття Сассенхейм був переважно сільськогосподарським поселенням, втім, тут розташовувалося кілька виробництв, зокрема, лакофарбова фабрика Sikkens Lakfabriek та м'ясопереробна фабрика ван Малмберга.
Після Другої світової війни сільськогосподарське значення Сассенхейма звелося нанівець. Містечко почало набувати риси приміського поселення, населення Сассенхейма вельми інтенсивно зростало з близько 7 000 осіб у 1946 році до 14 600 осіб у 1991 році. Зростання населення стимулювало будівництво нових житлових кварталів і, водночас, руйнування старих будівель. На півдні містечка виникли нові промислові зони. Сассенхейм майже втратив сільське обличчя.

## Державні установи
У Сассенхеймі розташовані муніципальні служби муніципалітету Тейлінген.
На півдні поселення діє Тейлінгенський судовий центр (нід. Forensisch Centrum Teylingereind) — пенітенціарна установа для неповнолітніх правопорушників.

## Економіка
Хоча Сассенхейм завдячує своїм розвитком квітникарству, зокрема, вирощуванню тюльпанів, у сучасному селі майже не залишилося плантацій квітів. У селі діє лакофарбова фабрика (колишня фабрика Sikkens Lakfabriek), що належить транснаціональній корпорації AkzoNobel.
Також у Сассенхеймі розташований дистрибуційний центр нідерландської мережі супермаркетів Dirk.

## Транспорт

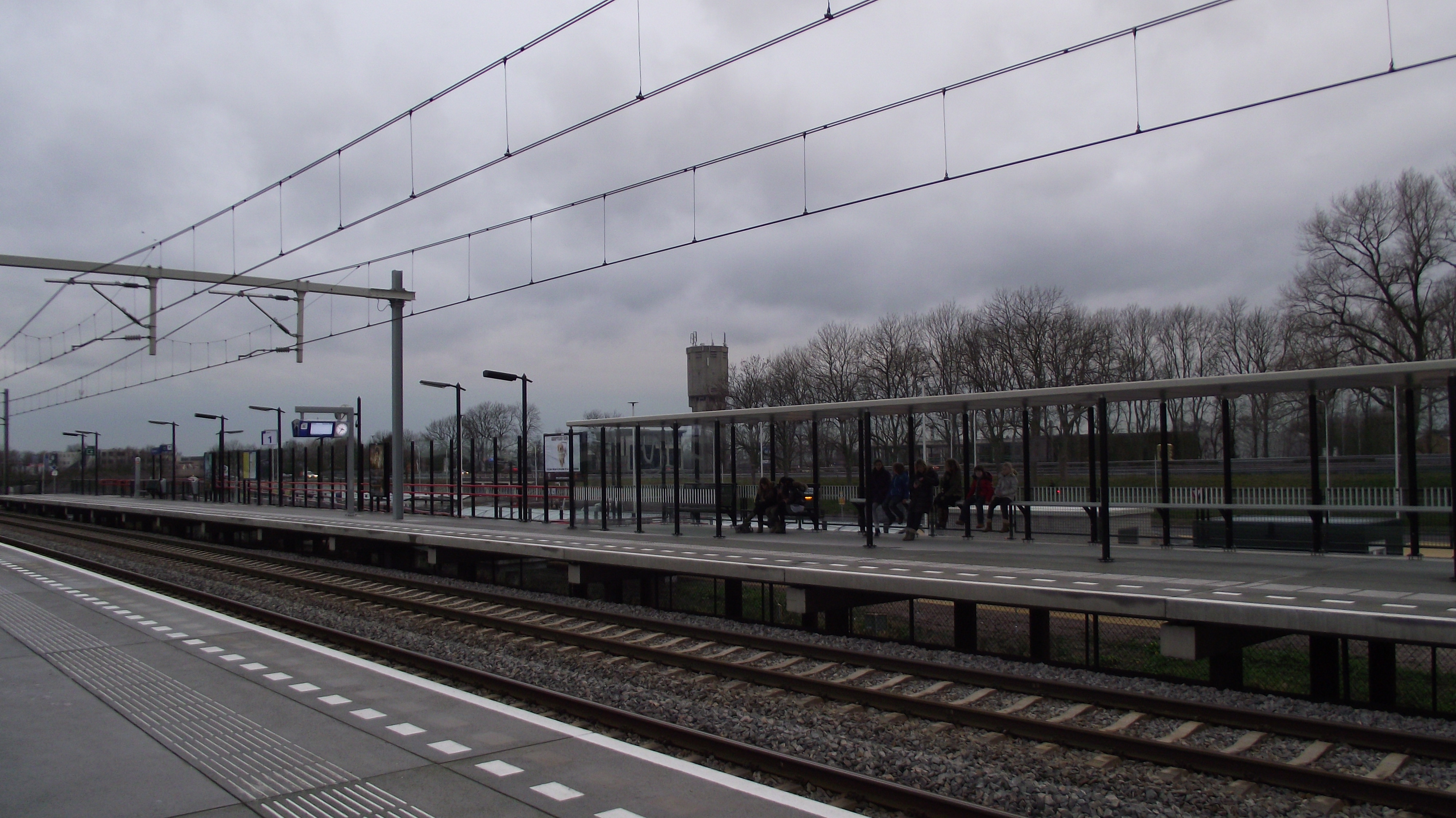
Залізнична станція Сассенхейм

Близько 1850 року у Сассенхеймі діяв паровий трамвай між Гарлемом і Лейденом, у 1933 році його замінив електричний трамвай, якого, у свою чергу, 1949 року замінив автобусний маршрут.
На схід від Сассенхейма пролягає автострада А44, що з'єднує Сассенхейм із Лейденом, Гаагою і Амстердамом, на півночі — регіональний автошлях N208 на Ліссе, Хіллегом і Гарлем.
Повз Сассенхейм проходить залізнична лінія Весп — Лейден (також відома як «Лінія на Схіпгол»). Довгий час мешканці Сассенхейма домагалися відкриття в селі окремої залізничної станції. Керівництво залізниці, у свою чергу, вимагало проведення автобусних маршрутів від передбачуваної станції до центру села. Цьому заважала автострада А44, що пролягала між Сассенхеймом і залізницею. Зрештою, під автострадою пробили тунель і провели автобусний маршрут, а 11 грудня 2011 року відкрили станцію Сассенхейм. На цій станції зупиняються лише приміські поїзди Sprinter, які курсують за двома маршрутами: Лейден — Схіпгол — Весп — Алмере і Утрехт — Гілверсум — Весп — Схіпгол — Лейден — Гаага.
По території Сассенхейма пролягає кілька міжміських автобусних маршрутів:
- № 50 (в один бік — на Лейден, Угстгест, Вармонд, в інший — на Ліссе, Хіллегом, Беннебрук, Гемстеде, Гарлем)[6];
- № 164 (в один бік — на Угстгест, в інший — на Хофдорп і Ньїв-Веннеп)[7];
- № 250 (в один бік — на Лейден, в інший — на Ліссе)[8];
- № 361 (в один бік — на Нордвейк і Ворхаут, в інший — на Ліссе, Хіллегом, Де-Хук, аеропорт Схіпгол)[9].

## Клімат
| Клімат Сассенхейма      | Клімат Сассенхейма | Клімат Сассенхейма | Клімат Сассенхейма | Клімат Сассенхейма | Клімат Сассенхейма | Клімат Сассенхейма | Клімат Сассенхейма | Клімат Сассенхейма | Клімат Сассенхейма | Клімат Сассенхейма | Клімат Сассенхейма | Клімат Сассенхейма | Клімат Сассенхейма |
| Показник                | Січ.               | Лют.               | Бер.               | Квіт.              | Трав.              | Черв.              | Лип.               | Серп.              | Вер.               | Жовт.              | Лист.              | Груд.              | Рік                |
| Абсолютний максимум, °C | 13,8               | 15,9               | 20,8               | 25,9               | 29,7               | 33,5               | 33,1               | 34,6               | 28,7               | 24,5               | 17,5               | 15,4               | 34,6               |
| Середній максимум, °C   | 5,6                | 6,0                | 9,0                | 11,8               | 16,3               | 18,4               | 20,6               | 21,2               | 18,1               | 14,1               | 9,5                | 6,9                | 13,1               |
| Середня температура, °C | 3,4                | 3,3                | 5,8                | 8,0                | 12,1               | 14,6               | 16,9               | 17,1               | 14,5               | 10,8               | 7,0                | 4,7                | 9,9                |
| Середній мінімум, °C    | 0,7                | 0,4                | 2,4                | 4,0                | 7,6                | 10,5               | 13,0               | 12,8               | 10,5               | 7,2                | 4,1                | 2,1                | 6,3                |
| Абсолютний мінімум, °C  | −16,4              | −14                | −11,1              | −4,4               | −1,5               | 1,7                | 5,4                | 5,5                | 1,2                | −4,4               | −7,1               | −10,6              | −16,4              |
| Норма опадів, мм        | 64.9               | 43.4               | 60.5               | 43.5               | 48.3               | 65.1               | 66.1               | 61.1               | 85.8               | 87.8               | 88.7               | 73.9               | 789.1              |
| ----------------------- | ------------------ | ------------------ | ------------------ | ------------------ | ------------------ | ------------------ | ------------------ | ------------------ | ------------------ | ------------------ | ------------------ | ------------------ | ------------------ |

## Спорт
На території Сассенхейма розташований найбільший спортивний комплекс муніципалітету Тейлінген — De Wasbeek. У комплексі є кілька спортивних полів та два басейни. У Сассенхеймі діє багато аматорських спортивних клубів, зокрема футбольні клуби Ter Leede та RKVV Teylingen.

## Пам'ятки історії та архітектури
На території Сассенхейма розташовано 22 пам'ятки національного значення, серед яких:
- церква XIII століття,
- садиба Het Oude Koningshuys (укр. «Старий королівський будинок»),
- садиба Huis Ter Leede із парком і допоміжними будівлями (XVIII–XIX століття),
- кілька особняків XIX — початку XX століття.

Також тут є 24 історичні пам'ятки місцевого значення, зведені у XIX–XX століттях.

### Галерея

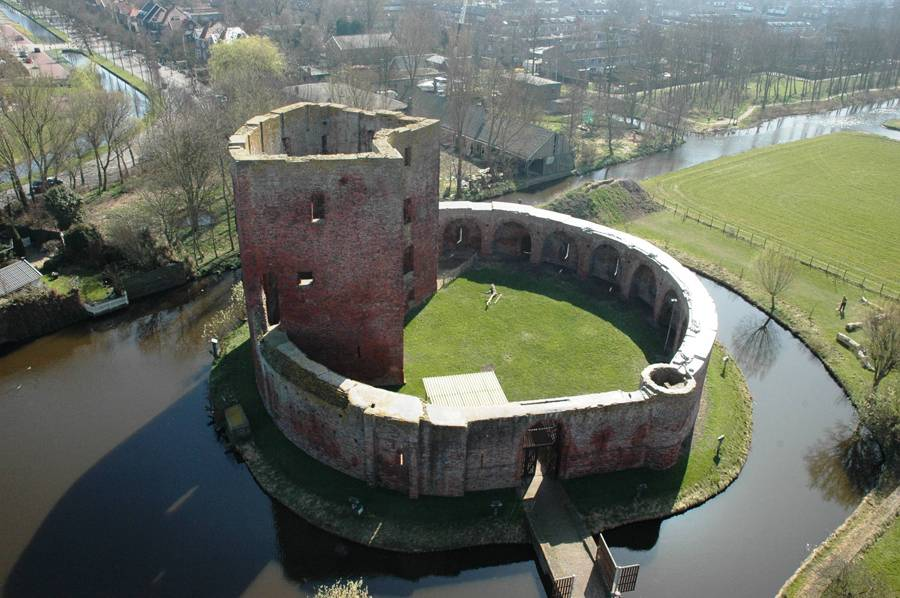
Замок Тейлінген
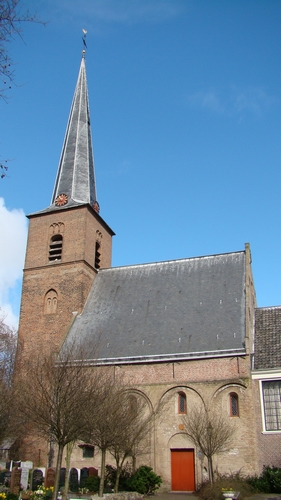
Церква XIII століття
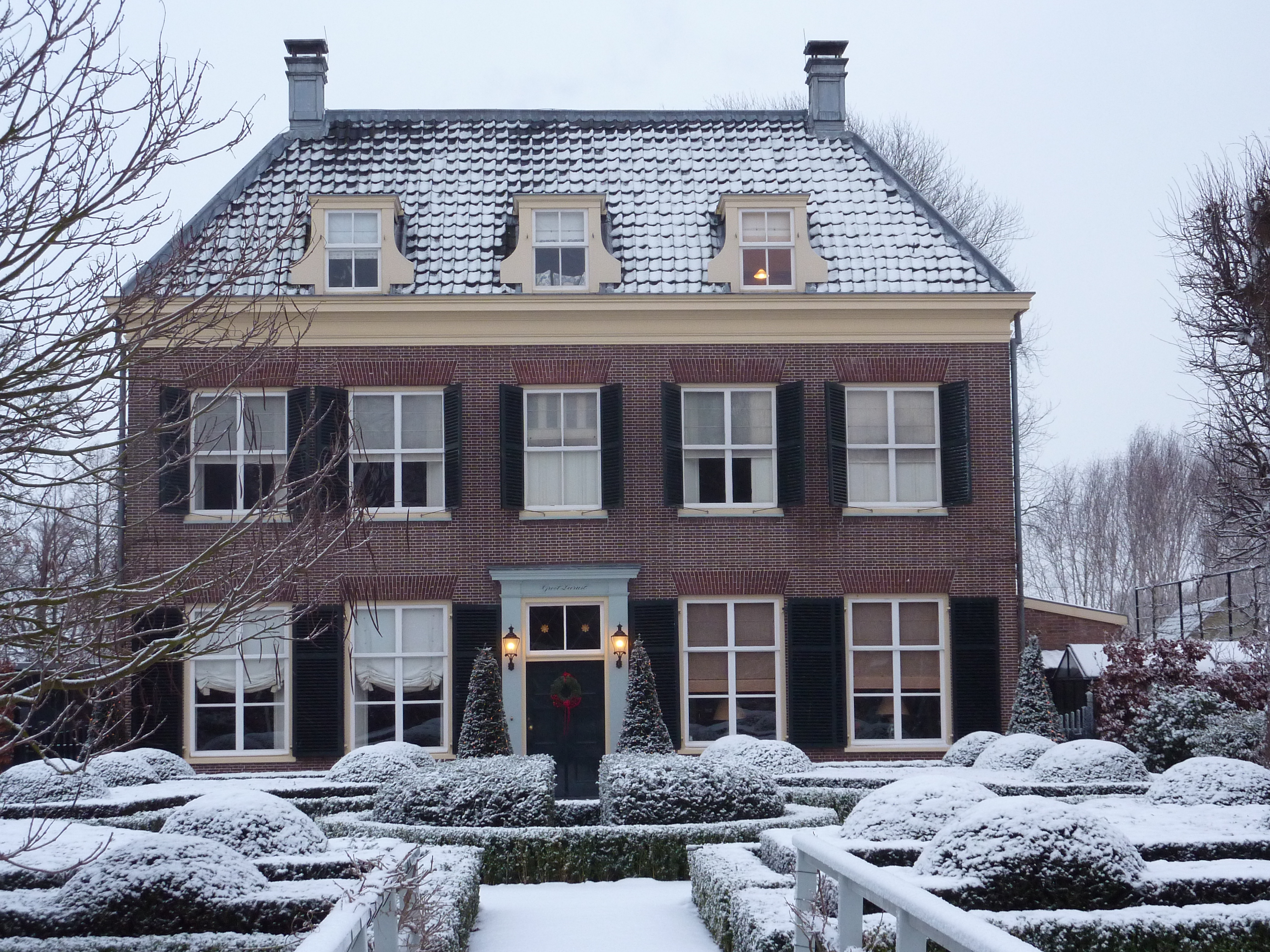
Садиба Het Oude Koningshuys
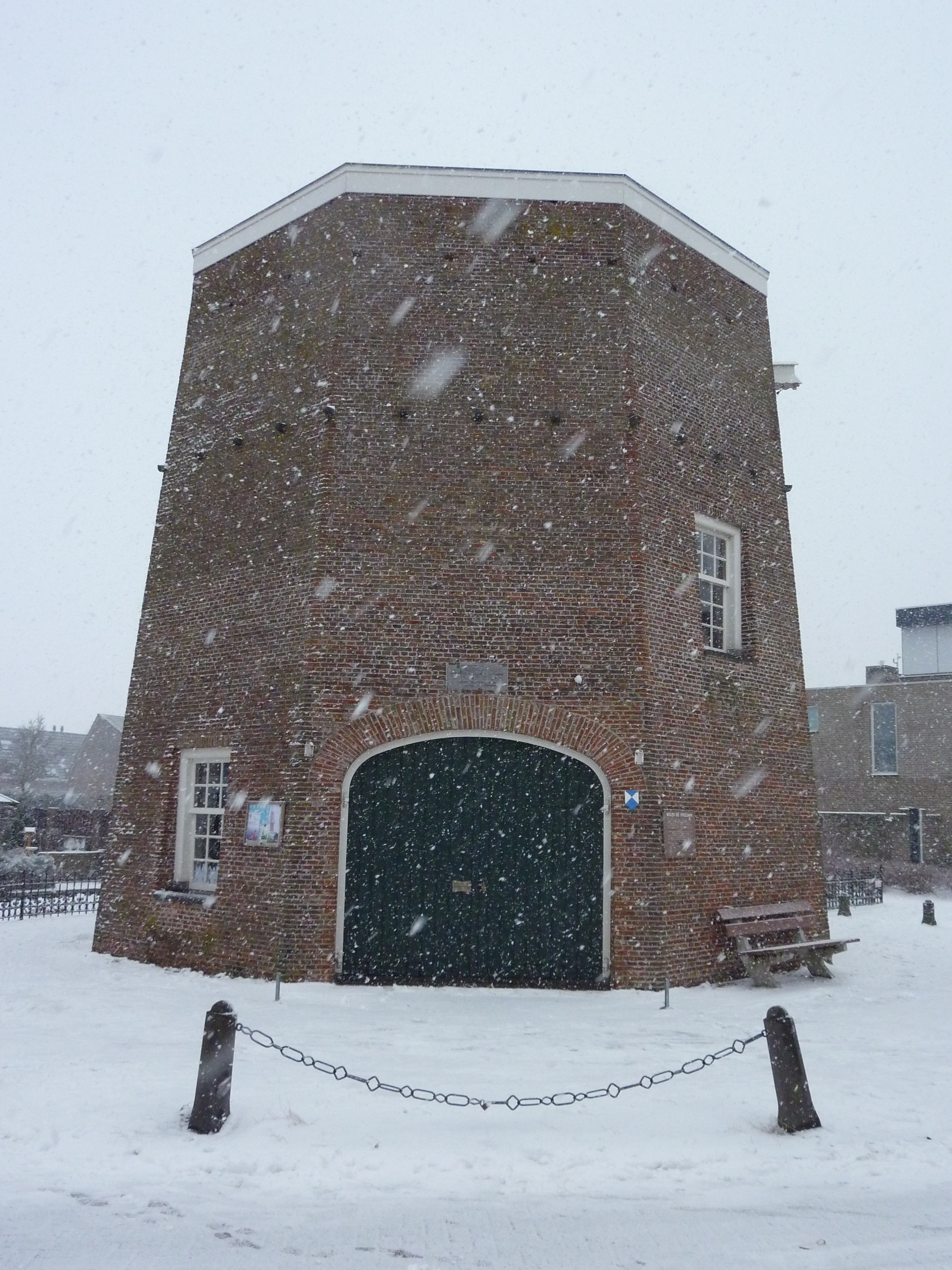
Залишки вітряка (1846 р.)
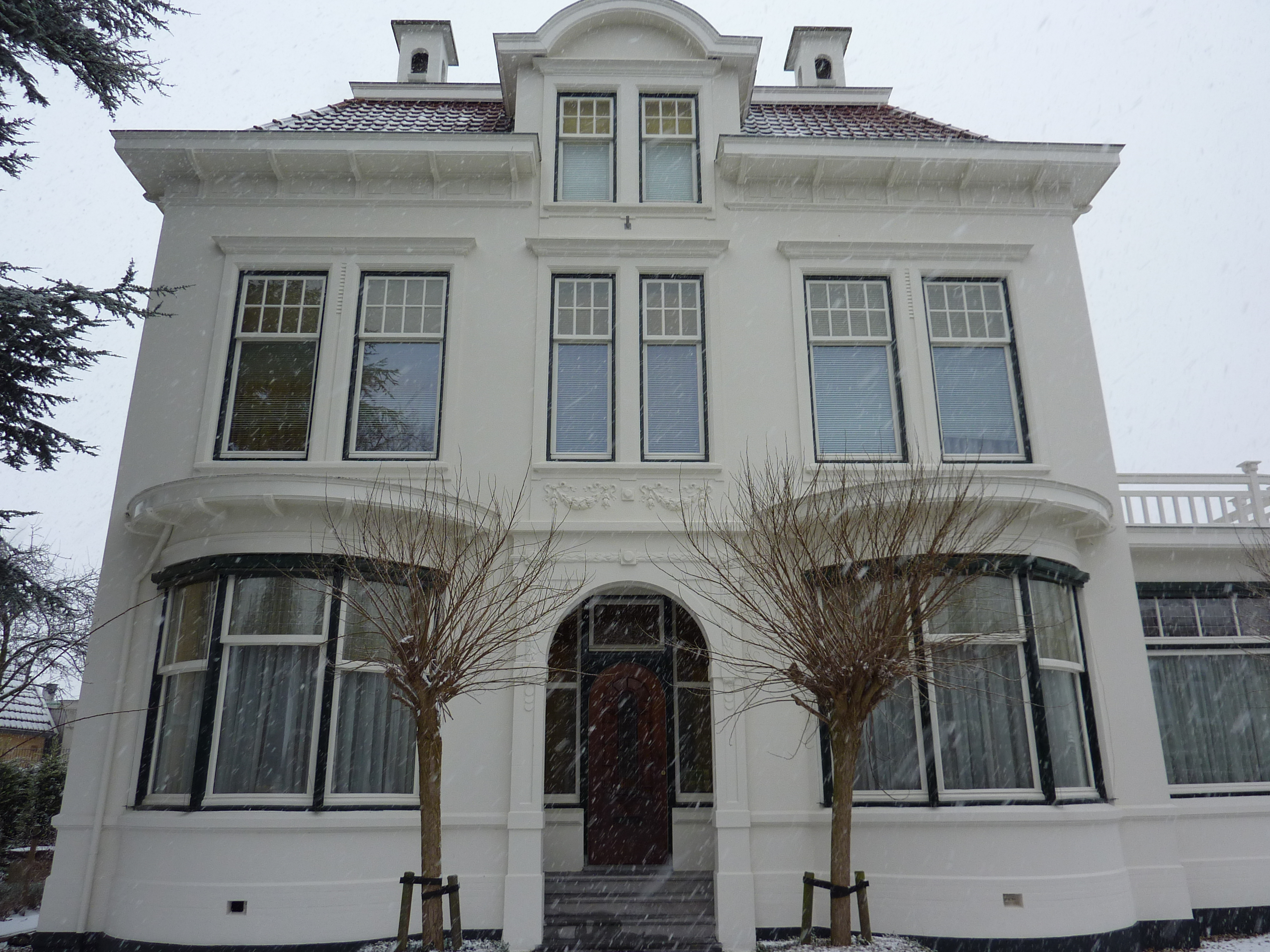
Садиба Anna Margaretha
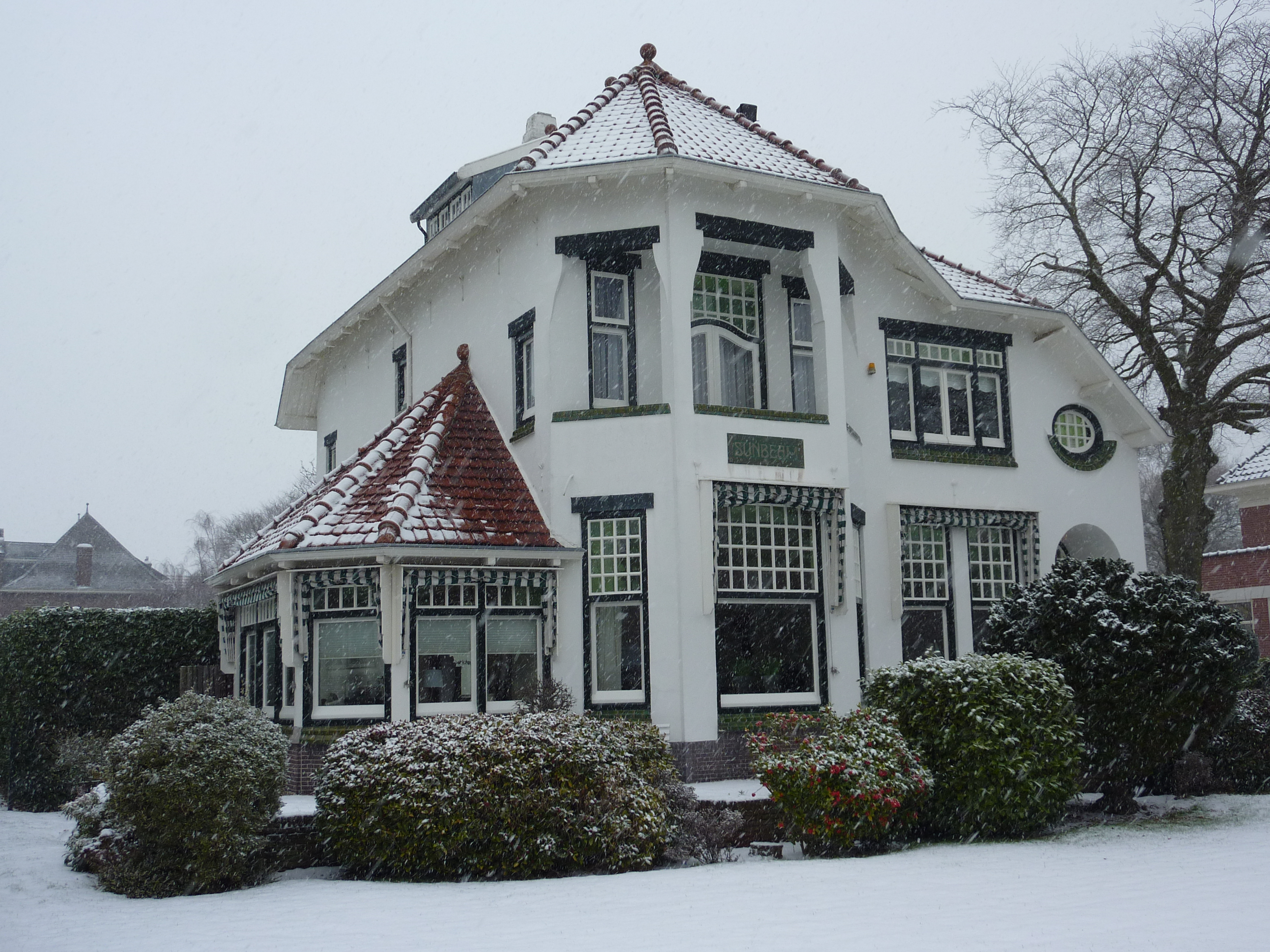
Садиба Sunbeam
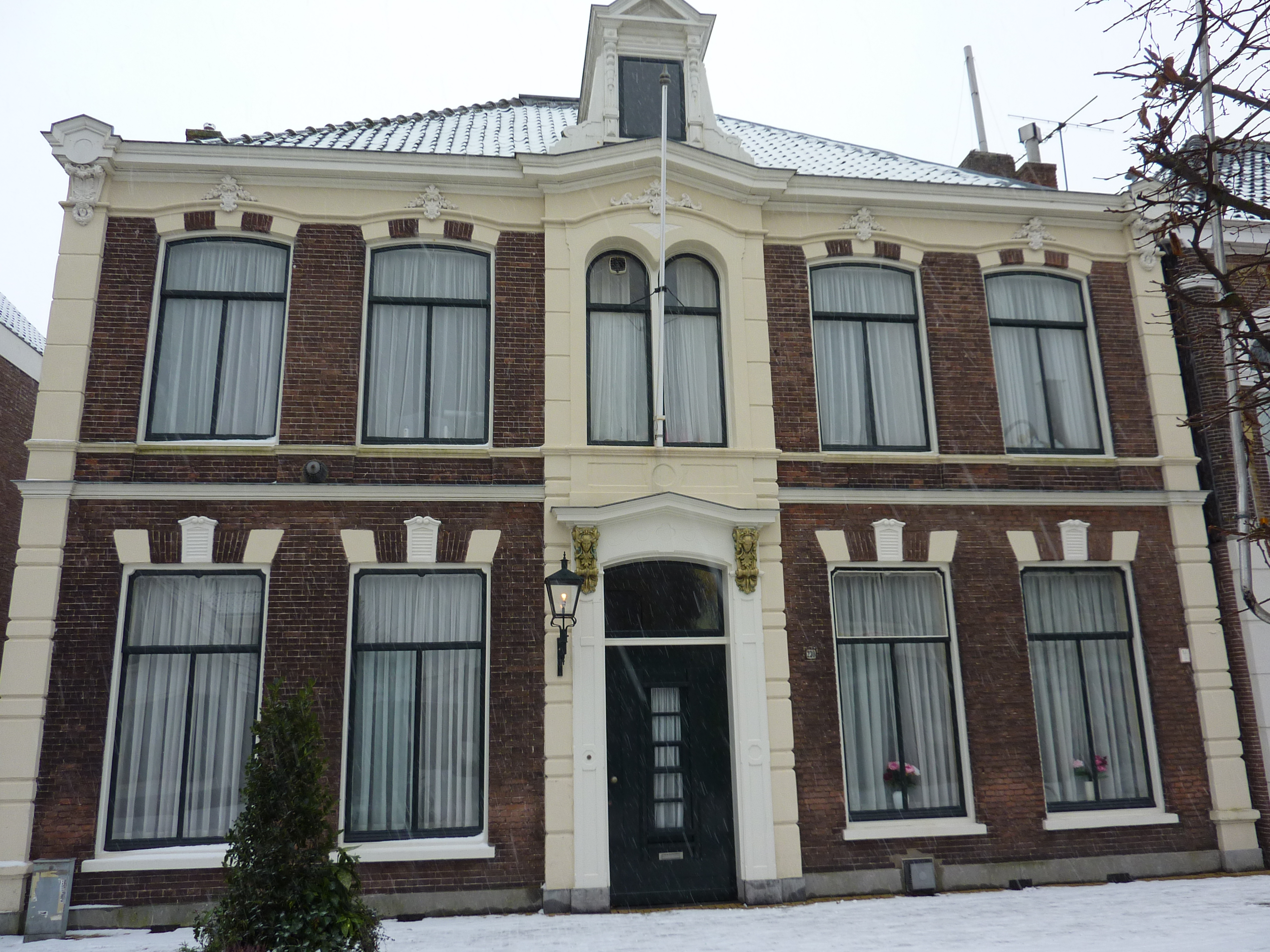
Будинок № 230 по вулиці Хофдстрат
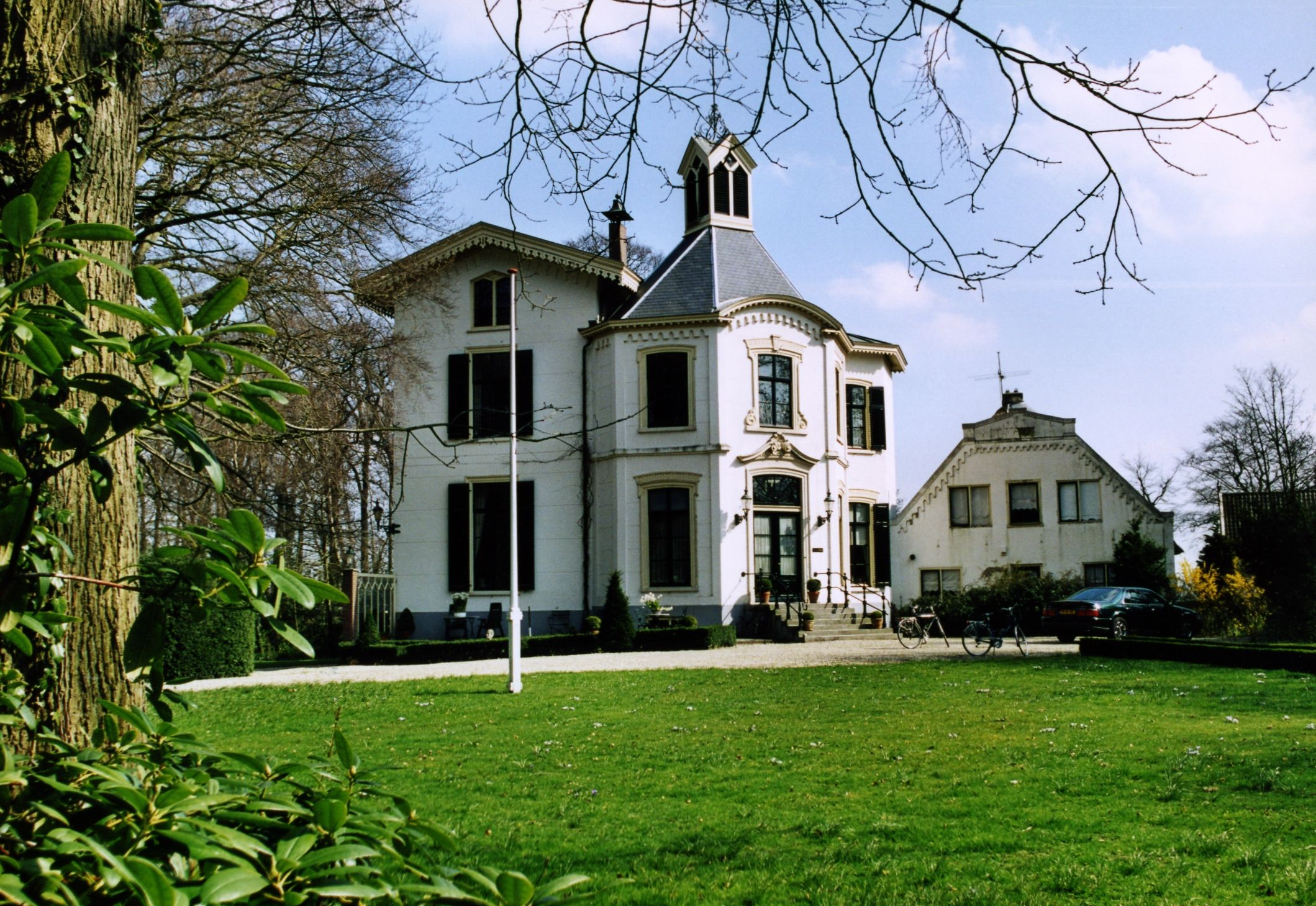
Садиба Huis Ter Leede

## Видатні мешканці
- Барт Зут — нідерландський велогонщик, золотий призер Олімпійських ігор 1964 року. Народився у Сассенхеймі.
- Мартін Херсман[en] — нідерландський ковзаняр, бронзовий призер Чемпіонату Європи 1996 року. Народився у Сассенхеймі.
- Франк ван Борсселе[en] — шляхтич XV століття, штатгальтер Голландії та Зеландії, четвертий чоловік Якоби Баварської. Мешкав у Сассенхеймі, у замку Тейлінген.
- Якоба Баварська — графиня Геннегау, донька та спадкоємиця Вільгельма II Баварського, графа Голландії та Геннегау. Мешкала у Сассенхеймі, у замку Тейлінген.

## Міста-побратими
- Лагуш ( Португалія) — з 1 січня 2013 року.
- Тілягд ( Румунія) — з 2001 року.